# Marcel Bertinotti
Pour les articles homonymes, voir Bertinotti.
Marcel Bertinotti, né le 27 septembre 1922 à Chambéry, mort à Aix-les-Bains le 11 novembre 2009, est un organiste, improvisateur et compositeur français.

## Biographie
À l’âge de huit ans, Marcel Bertinotti entre à la maîtrise de la cathédrale de Chambéry, où il découvre sa vocation d’organiste.
Admis au Conservatoire à rayonnement régional de Chambéry, il a pour professeurs André Thiriet pour l’harmonie et le contrepoint, et Pierre Joz pour l’orgue. Il poursuit son perfectionnement à l’orgue avec Marcel Paponaud, professeur d’orgue au Conservatoire national de Lyon, titulaire de l’orgue de Saint-Bonaventure et avec Adine Jemain, disciple d’Eugène Gigout, à Paris.
Dès l’âge de 18 ans, il est organiste de la cathédrale de Chambéry. Il en est le titulaire de 1946 à 1950. 
En 1948, il épouse une jeune pianiste, Marie-Thérèse Pallud. Deux fils, Paul et Philippe, naîtront de leur union. 
En 1960, il est nommé organiste titulaire de l’église Notre-Dame d'Aix-les-Bains, charge qu'il honorera jusqu'à sa mort. Sous son impulsion, deux restaurations de l'orgue seront menées à bien, celui-ci devenant ainsi un instrument très prisé des grands organistes, et tout particulièrement Pierre Cochereau, Jean-Jacques Grünenwald, Gaston Litaize…
Dans le même temps, il œuvre activement pour le sauvetage de l’église Saint-Swithun et de son orgue qu’il fera restaurer également, et fonde l’association « Les Amis de l’Orgue de Saint-Swithun ». Le conseil municipal le nomme conservateur de cet instrument.
Il préside pendant plusieurs années le conseil d’administration de l’École de musique, contribue à son essor et obtient sa transformation en Conservatoire.
Son activité musicale est animée par le souci du rayonnement spirituel et culturel de l’orgue et son engagement actif à la beauté des liturgies. Il organise également des séances de « Découverte de l’orgue » pour les scolaires comme pour les adultes ; il n’avait de cesse d’apprendre aux enfants que « l’orgue est né lorsque le vent a commencé de souffler dans les roseaux ». Il participe régulièrement à des émissions musicales sur les ondes de RCF Savoie. Il donne de nombreux concerts et crée la tradition des concerts de l’Assomption à Notre-Dame d’Aix-les-Bains.
Organiste liturgique inlassable, il est à ce titre compositeur et surtout improvisateur de talent.
Il a reçu les insignes de Chevalier dans l’Ordre des Arts et des Lettres.
Le pape Jean-Paul II l’a fait Chevalier de l’Ordre de Saint-Grégoire-le-Grand.
Son testament de musicien d'église et d'homme de foi : « L'orgue…un chemin vers l'infini ».

## Œuvres musicales
Œuvres écrites pour orgue: Fantaisie Choral sur un cantique de Saint François de Sales, Suite sur 4 Noëls savoisiens, Pavane pour 7 cordes de soie, « Et j’attends la vie du monde à venir » (Credo inspiré par un texte de Raïssa Maritain, en suite d'échanges avec le philosophe Jacques Maritain)…
Œuvres écrites pour chœurs: Magnificat, Les Béatitudes, Messe « in dulci jubilo ».

## Discographie
Les orgues d’Aix-les-Bains (REM 1988 no 311076 XCD).
Il a enregistré plusieurs CD, hors commerce, principalement d’improvisations en concerts thématiques. Leurs thèmes sont liturgiques ou inspirés de textes forts lus en prologue : poèmes de Charles Péguy, le Chemin de la Croix de Paul Claudel, lu par François Claudel son petit-fils, mais aussi par Jean Negroni à Brangues, la vie de Saint François d’Assise sur des textes écrits et dits par Elizabeth Commelin…

## Contributions littéraires
Chant de l'orgue et parole de Dieu Bulletin du monastère de Ganagobie no 22 1997
L’orgue de Saint-Swithun, Arts et Mémoire Aix-les-Bains no 13, juin 1999.
Les orgues de Notre Dame, Arts et Mémoire Aix-les-Bains no 15, juin 2000.

## Sources
- Pierre Guillot, « Marcel Bertinotti », dans Dictionnaire des organistes français des XIXe et XXe siècles, Bruxelles, Mardaga, 2003 (ISBN 978-2-87009-840-0).